# Aleeta curvicosta
Aleeta curvicosta (conocida comúnmente como la panadera enharinada ("floury baker") o la molinera enharinada  ("floury miller"), descrita hasta 2003 como Abricta curvicosta) es una especie de cícada; es uno de los insectos más comunes de Australia. Nativa de la costa este del continente, fue descrita en 1834 por Ernst Friedrich Germar. Hasta el año 2014 la panadera enharinada es la única especie descrita  en el género Aleeta.
La apariencia distintiva de Aleeta curvicosta y su potente sonido de llamada la hacen muy popular entre los niños.[cita requerida] Tanto el nombre común como el del género, proceden de los filamentos blancos con aspecto de harina que cubren el cuerpo del adulto. Su cuerpo y sus ojos son generalmente marrones con una línea ligeramente coloreada en medio del protórax. Sus alas anteriores presentan unas manchas marrón oscuro en la base de dos de sus células apicales. La hembra es más grande que el macho, si bien el tamaño medio de la especie, en general, varía geográficamente, encontrando especímenes más grandes asociados a las regiones con mayor pluviosiosidad. El macho posee unos genitales muy distintivos y produce un sonido de llamada fuerte y complejo generado por el movimiento de unos timbales y amplificado por unos sacos de aire abdominales.